# Conjunt de torre i pou de la Màquina del Dalmau
El Conjunt de torre i pou de la Màquina del Dalmau és una obra de la Nou de Gaià (Tarragonès) inclosa a l'Inventari del Patrimoni Arquitectònic de Catalunya.

## Descripció
El conjunt de torre i pou de la Màquina de Dalmau està situat al sud-oest del nucli de la Nou de Gaià, entre els torrents de l'Olivereta i la Serralta. La torre és cilíndrica i està construïda amb maçoneria de morter i pedra. A la part frontal inferior hi ha una obertura rectangular feta de maons, a la part posterior hi ha una altra obertura rectangular i estreta situada en alçada. Aquesta torre probablement serví de suport a un molí de vent que s'utilitzà per extreure aigua.
El pou es troba a uns 80 metres de la torre, té planta ovalada i està construït amb ciment. Conserva el mecanisme de ferro emprat per extreure l'aigua mitjançant la tracció animal.